# Мелентьево (Коми)
 Мелентьево  — деревня в Удорском районе Республики Коми в составе сельского поселения Чернутьево.

## География
Расположено на правом берегу реки Мезень на расстоянии примерно в 52 км по прямой на север-северо-запад от районного центра села Кослан.

## История
Известна с 1859 года как деревня Мелентьевская (Мелей) .

## Население
Постоянное население  составляло 41 человек (коми 98%) в 2002 году, 37 в 2010 .